# Pergine Valdarno
Pergine Valdarno é uma fração do município italiano de Laterina Pergine Valdarno, na província de Arezzo, na região da Toscana.
Até 31 de dezembro de 2017, era um município independente, incluindo as comunas de Montalto, Pieve a Presciano e Poggio Bagnoli. No momento do seu cancelamento, havia 3 200 habitantes.

## Demografia
| Variação demográfica do município entre 1861 e 2011                               |
|                                                                                   |
| Fonte: Istituto Nazionale di Statistica (ISTAT) - Elaboração gráfica da Wikipedia |